# Plage de Sôrô
La plage de Sôrô est une plage de sable à l'ouest de Conakry en république de Guinée.

## Géographie
La plage de Sôrô situe sur l'île de Kassa est la plus proche de Conakry.
On y accède par la voie maritime à 20 minutes avec trois possibilités par bateaux taxi avec une escale au débarcadère de Kassa puis à moto-taxi, des pirogues et des bateaux de plaisance à partir des ports du large de Conakry.

## Fréquentation
La plage permet d'organiser des sorties en famille et elle est aussi le lieu de fêtes nationales et de commémorations et des excursions des touristes, élèves et étudiants guinéens.

## Galerie

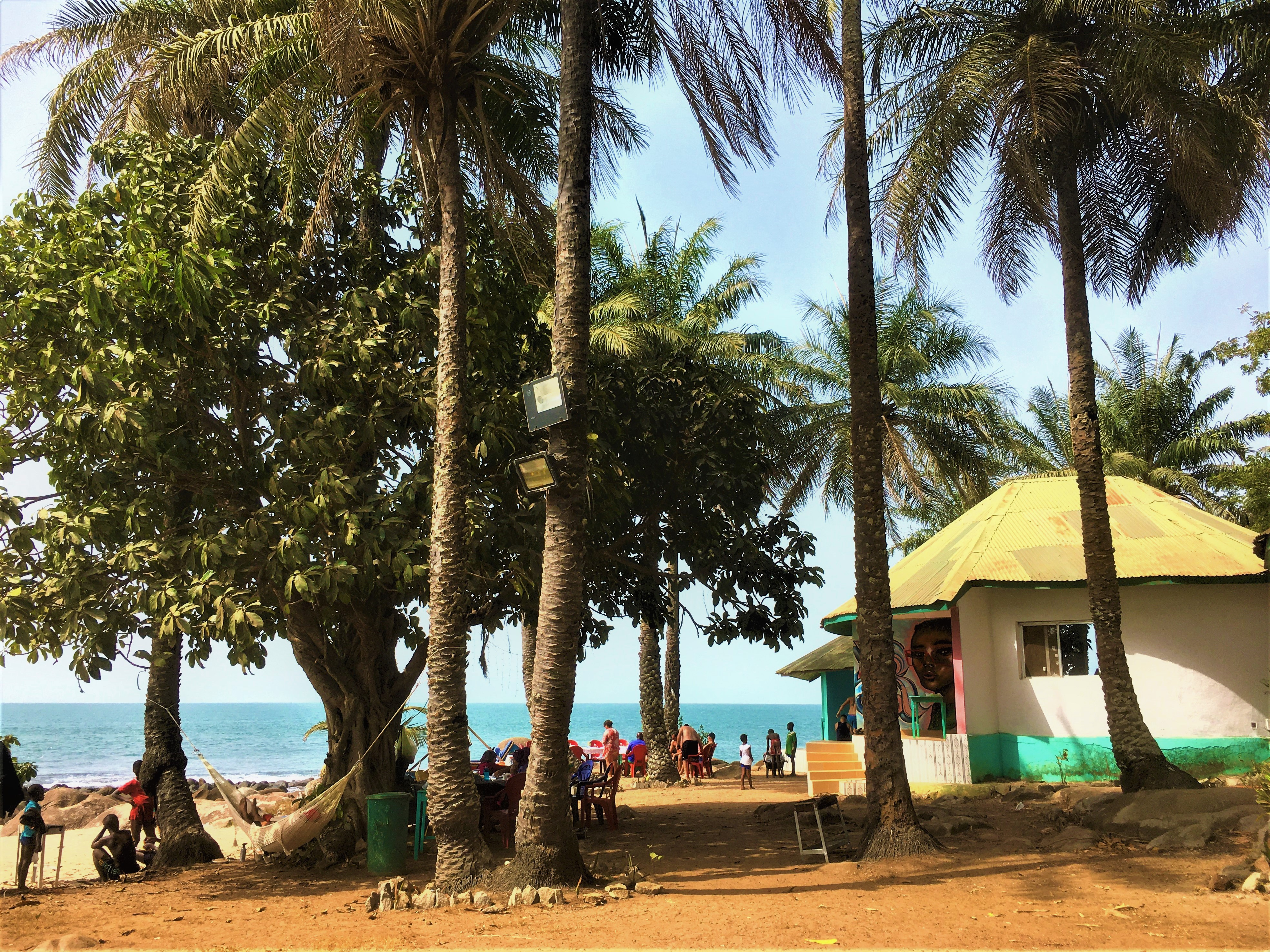
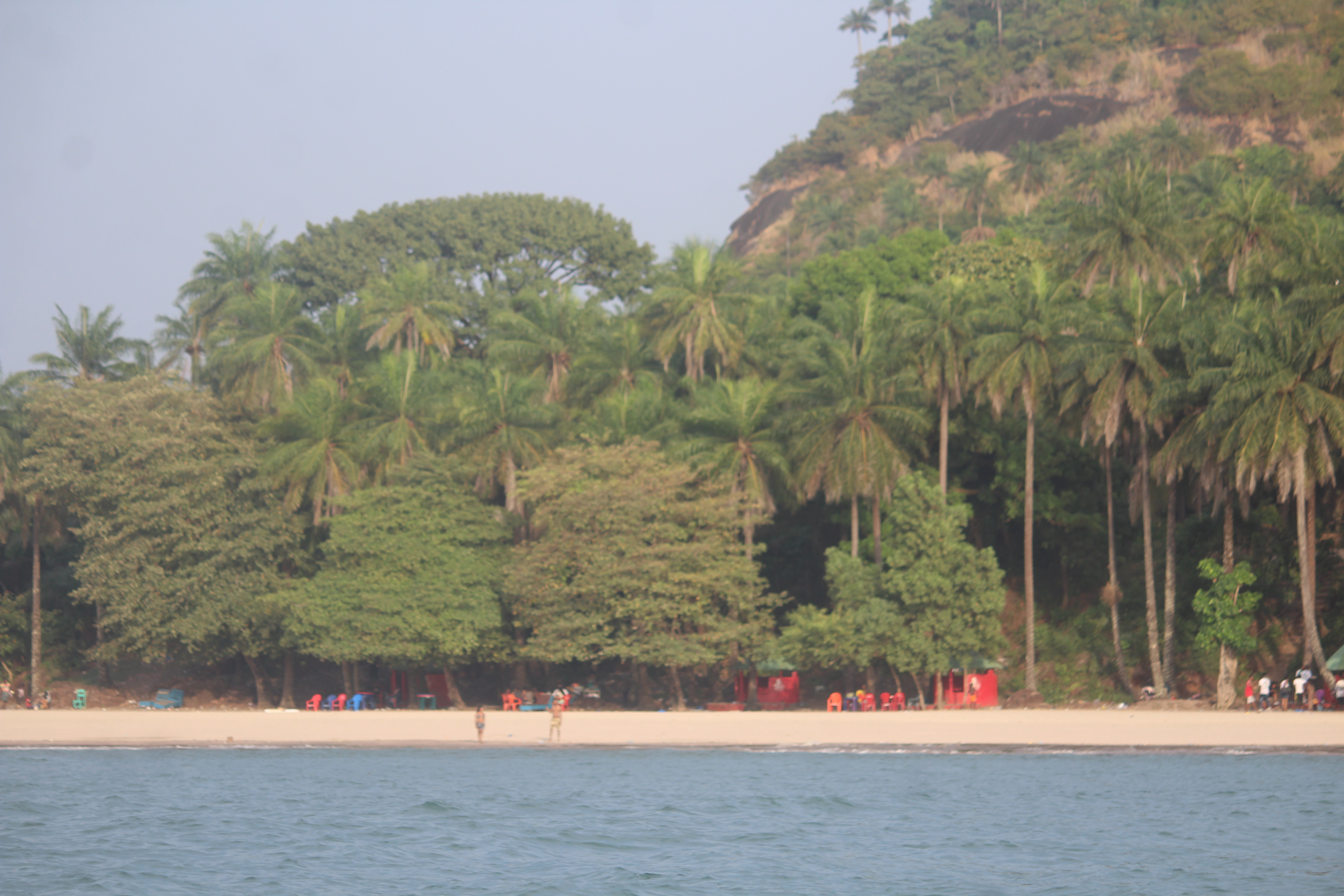
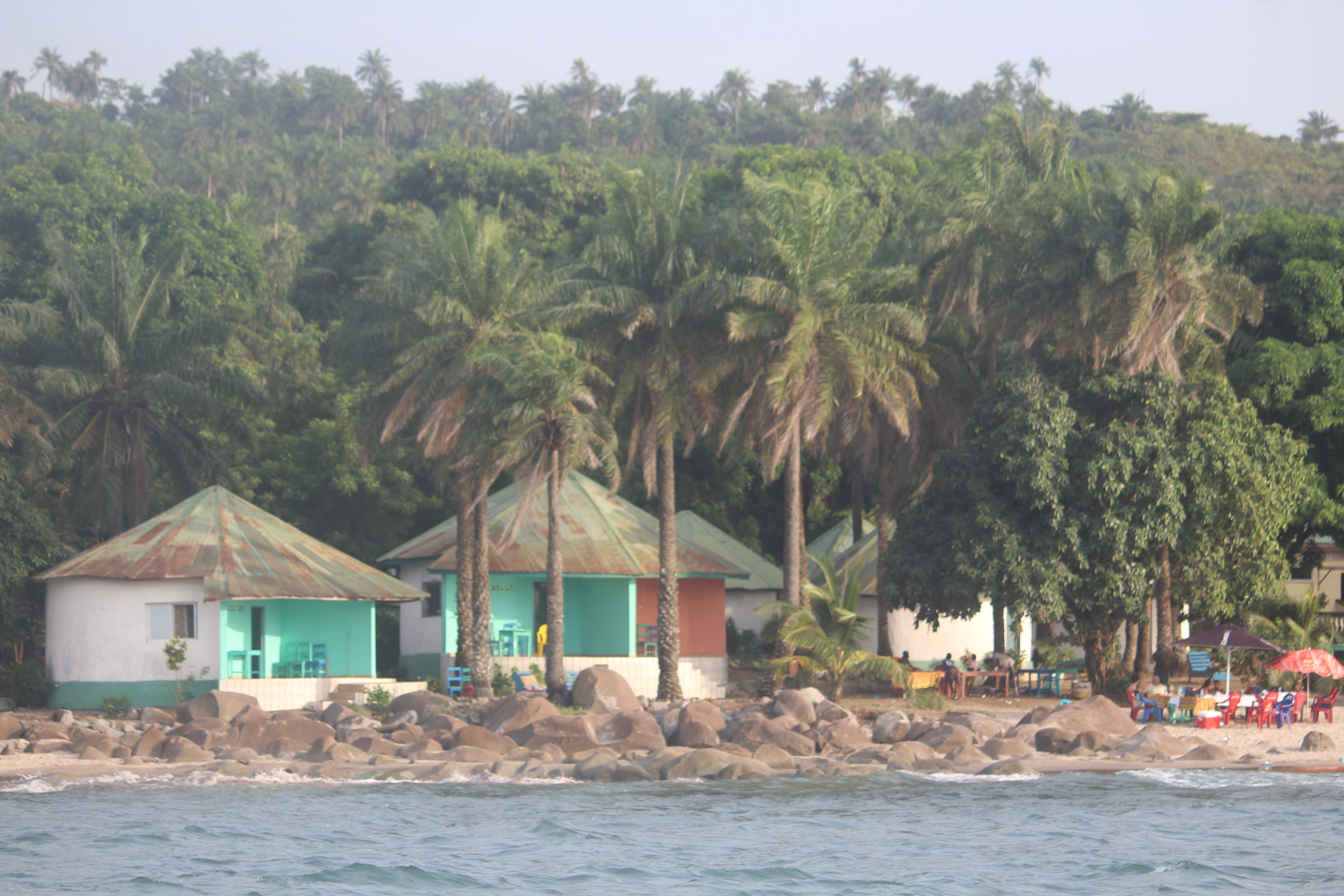